# 청산마을버스
청산마을버스(靑山―)는 전라남도 완도군 청산면의 농어촌버스를 운행하는 업체이다.

## 연혁
- 1977년 11월 29일: 회사 설립

## 보유 차량
대형 차량 1대와 소형 차량 1대로 운행하고 있다.